# ليلة هروب (مسلسل)
ليلة هروب مسلسل سعودي، من تأليف محمد حمزة، عرض على شاشة القناة الأولى للتلفزيون السعودي في العام 1989.

## الممثلون
- محمد حمزة
- سناء جميل
- إبراهيم الصلال
- زوزو نبيل
- سمية الألفي
- فؤاد بخش
- حمدان شلبي
- سعيد بصيري
- عبدالحميد رجب
- الجسيس محمد أمان
- إبراهيم الصلال
- زوزو نبيل
- سناء جميل
- فايزة كمال
- وائل محمد حمزة
- لؤي محمد حمزة
- محمد بخش
- حمزة الشيمي
- عفاف رشاد
- الفت سكر
- سيد عبدالرحمن
- عبدالحميد رجب
- حمدي الوزير
- امل إبراهيم
- عزت بدران
- لطفي عبدالحميد